# Kanton Épinay-sur-Seine
Kanton Épinay-sur-Seine (fr. Canton d'Épinay-sur-Seine) je francouzský kanton v departementu Seine-Saint-Denis v regionu Île-de-France. Tvoří ho pouze město Épinay-sur-Seine.